# タルヴィン・シン
タルヴィン・シン（Talvin Singh、ヒンズー文字： ਤਲਵੀਨ ਸਿੰਘ ਮਠਾਰੂ、OBE、1970年 - ）は、ロンドン生まれの音楽プロデューサー、作曲家、タブラ奏者。インドの伝統音楽とドラムンベースを融合した。エレクトロニカのサブ・ジャンル「アジアン・アンダーグラウンド」、インド/アジア・エレクトロニカに属する。
1990年代初期にスージー・アンド・ザ・バンシーズやビョークと共演した後、アルバム『o.k.』でデビュー。本作にてマーキュリー賞を1999年に受賞。
その後、マドンナやマッシヴ・アタックと共演している。

## 略歴
イギリスのレイトンストーンで育つ。少年期にタブラの演奏を始める。16歳でインドに行き2年間、パンディット・ラシュマン・シン (Pandit Lashman Singh)の下でタブラを学ぶ。その後、イギリスに戻る。1980年後期に独自のサウンドを開拓。
1991年、スージー・アンド・ザ・バンシーズのシングル「Kiss Them for Me」でのタブラ演奏・歌で注目される。同シングルはビルボードで23位となった。
そして、スージー・アンド・ザ・バンシーズの6人目のメンバーとなり、ロラパルーザ・ツアーではトリから2番目という出番で演奏した。
1993年、ビョークに抜擢され、アルバム『デビュー』のパーカッショニスト、ディレクターを務めた。
1995年後半、東ロンドンのブルーノート・クラブで「アノーカ・クラブ・ナイト (Anokha club night)」というイベントを開催。ドラムンベースのDJたちや南アジアのパンク・バンドと共演。LTJブケムなどが出演してアノーカはロンドンの月曜夜の人気スポットになる。
彼はアイランド・レコードと契約し、1997年にコンピレーション・アルバム『タルヴィン・シン PRESENTS アノーカ』を作る。ブロンディのシングル「マリア」では、リミックスを担当。 
1998年、デビュー・アルバム『o.k.』発表。批評家に称賛され、1999年にマーキュリー賞を受賞。
同年、デヴィッド・シルヴィアンと共演。
2000年、マドンナのアルバム『ミュージック』に参加。

## スタイル
インド古典音楽のウスタッド・スルタン・カーン、ラケーシュ・チョウラシア、ウスタッド・イムラット・カーン、ウスタッド・アムジャッド・アリ・カーンなどと共演。
サン・ラやコートニー・パインとも共演し、アジアン・アンダーグラウンドを広めた。
デビュー・アルバムはムンバイ、 チェンナイ、沖縄、ニューヨーク、ロンドンで録音。ビル・ラズウェル、坂本龍一、ウスタッド・スルタン・カーン、マドラス・フィルハーモニー交響楽団などが参加した。

## 受賞歴
- 2010年、UK Asian Music Awards受賞[6]
- 2014年、大英帝国勲章受章

## ディスコグラフィ

### アルバム
- Drum + Space (1996年、Omni Records Ltd) ※Calcutta Cyber Cafe名義
- 『o.k.』 - OK (1998年、Island)
- 『ha』 - Ha (2001年、Island)
- 『ヴィラ』 - Vira (2002年、Sona Rupa UK) ※with ラケーシュ・チョウラシア
- Songs for the inner world (2004年) ※with Sangat。ライブ。フランス限定盤
- Together (2011年) ※with ニラドリ・クマー

### コンピレーション・アルバム
- 『タルヴィン・シン PRESENTS アノーカ』 - Anokha - Soundz of the Asian Underground (1997年、Island)
- Back to Mine: Talvin Singh (2001年、DMC) ※DJアルバム『Back to Mine』シリーズのVolume 8
- 『タルヴィン・リミキシン』 - Remixsingh Ok (2001年、Island) ※日本限定盤

### 参加アルバム
- スージー・アンド・ザ・バンシーズ : 『スーパースティション』 - Superstition (1991年) ※「Kiss Them for Me」「Silver Waterfalls」
- ビョーク : 『デビュー』 - Debut (1993年)
- Abracatabla (1994年) ※サンプリング CD (time and Space)
- Little Axe : The Wolf That House Built (1994年)
- Bim Sherman : Miracle (1996年)
- ヌスラット・ファテ・アリ・ハーン : Star rise (1997年、Realworld)
- デュラン・デュラン : 『メダザランド』 - Medazzaland (1997年) ※「Out of My Mind」。『セイント』サウンドトラック (1997年)にも収録
- デヴィッド・シルヴィアン : 『デッド・ビーズ・オン・ア・ケイク』 - Dead Bees on a Cake (1999年)
- タブラ・ビート・サイエンス : 『ターラの子宮』 - Tala Matrix (2000年、Axiom)
- マドンナ : 『ミュージック』 - Music (2000年) ※「Cyber-Raga」
- マスター・ミュージシャンズ・オブ・ジャジューカ : Master Musicians of Jajouka (2000年)
- Randall & Hopkirk : Original soundtrack (2000年、Island) ※ソロ名義「Carnival of Drums」収録
- Voxygen ※イングリッシュ・ナショナル・オペラのコミッション
- Indestructible Asian Beats (2001年) ※「Jaan」収録。Talvin Singh feat. Amar-Jaan名義
- Namusoke : Murder Time (2003年、Buback) ※EP
- SMADJ : Selin (2009年)

### リミックス曲
- ブロンディ : 「マリア」 - "Maria"
- マドンナ : 「ナッシング・リアリー・マターズ」 - "Nothing Really Matters"
- ナグマ : "Ghoom Charakhana"
- ビョーク - 「ポッシブリー・メイビー（英語版）」 - "Possibly Maybe"
- 坂本龍一 : "Grief"
- ジョン・マーティン : "Sunshines Better"
- サラ・マクラクラン : "Answer"
- ナターシャ・アトラス : "Duden"
- ASA-CHANG&巡礼 : "12 Bushi"
- アリーシャズ・アティック : "Air We Breathe"
- Najma Atish : "Ghoom Charakhana (Talvin Singh mix)"
- ビル・ラズウェル & ウィリアム・S・バロウズ : "The Western Lands"

## 参照
1. ↑  Talvin Singh | Discography | Discogs
2. ↑  Talvin Singh biography islandrecords.co.uk
3. 1 2  Finn, Gary. Mercury prize for Talvin Singh independent.co.uk. 8 September 1999
4. 1 2  Garratt, Sheryl."You drum it, I'll Singh it". The Observer / guardian.co.uk. Sunday 25 March 2001.
5. ↑  Siouxsie and the Banshees US charts awards allmusic.com.
6. ↑  “BBC - Asian Network - BBC Asian Network AMA 2010 - Winners”. bbc.co.uk. 2010年8月24日閲覧。